# Argentino Podestá
Argentino Podestá (La Plata; Buenos Aires, Argentina; 1891-La Plata; ?) fue un actor de cine y teatro argentino.

## Carrera
Hijo del actor y director José Podestá y de la actriz y acróbata Baldomera Arias, y hermano de Aída (fallecida al año), Aurelia, Zulma, Ricardo, Elsa, María Luisa y Sira, perteneció a la aclamada familia de los Podestá de la que sobrino de los actores Pablo Podestá y Gerónimo Podestá , y del músico y compositor Antonio Podestá, y primo de Hebe, Totón y Aparicio Podestá.
Se preparó en la vocación de actor en la "Academia Luis Pastor" en 1904, de la que fue condiscípulo junto con Marino Podestá (hijo de su tío Juan Vicente Podestá).
En 1916 trabajó en una compañía de Pepe Podestá en el "Teatro del verano", junto con Aurelia y Zulema Podestá, Jacinta Vázquez, Justo Arias, Victoria Corsini, Leonor Benítez y Clara Rival, y los actores Antonio y Aparicio Podestá, José Arraigada, Felipe Panigazzi, Ignacio Corsini, Pepe Arias, Carlé, Ponce de León, José Martínez, Mario Rogger, Guido Piotti y Alberto Legris.
Además se desempeñó un breve tiempo como segundo administrador de una extensión de tierra del Lago Argentino (Patagonia) en 1906, que debió dejar para ingresar al servicio militar.

## Filmografía
- 1939: La vida es un tango, interpretado por Florencio Parravicini, Luis Arata, Sabina Olmos y gran elenco.[3]

## Obras
- La chacra de Don Lorenzo (1917-1918), en el Teatro Polietama Olímpico (luego "Coliseo Podestá").

## Literatura
- Blanco Pazos, Roberto; Raúl Clemente (1997). Diccionario de actores del cine argentino 1933-1997 (1° edición). Buenos Aires Ediciones Corridor. p. 83. ISBN 950-05-1077-4.
- Gorlero, Pablo (2004).  M.H. Oliveri, ed. Historia de la comedia musical en la Argentina: desde sus comienzos hasta 1979. Buenos Aires. p. 213.

- Datos: Q16532377